# Piotr Gąstał
Piotr Gąstał (ur. 20 lutego 1968 w Tarczynie) – polski żołnierz, pułkownik rezerwy SZ RP. W latach 2011–2016 dowódca Jednostki Wojskowej GROM.

## Życiorys
Dorastał w Warszawie, gdzie w 1988 ukończył technikum elektroniczne. W styczniu 1989 rozpoczął zasadniczą służbę wojskową w Wojskach Obrony Powietrznej Kraju. Jesienią 1991 rozpoczął służbę w Jednostce Wojskowej GROM; był w komórkach: rozpoznania, operacyjnej i w zespołach bojowych. W 1993 wszedł w skład zespołu mającego za zadanie stworzyć Grupę Łodzi Bojowych w GROM. W 1994 Gąstał wziął udział w operacji „Przywrócić Demokrację” na Haiti, gdzie wykonywał zadania ochrony bezpośredniej dowodzącego operacją gen. Davida C. Meada. W 1996 został wysłany w skład misji Narodów Zjednoczonych UNTAES w Slawonii. Uczestniczył w 1997 operacji pochwycenia Slavka Dokmanovicia (operacja Little Flower). Pod koniec lat 90. ukończył studia magisterskie na Wydziale Dziennikarstwa i Nauk Politycznych Uniwersytetu Warszawskiego oraz podyplomowe Studium Bezpieczeństwa Narodowego w Instytucie Stosunków Międzynarodowych UW. W kolejnych latach odbył szereg dodatkowych kursów i szkoleń w Stanach Zjednoczonych oraz Niemczech. W 2008 w Naval Postgraduate School w Monterey otrzymał stopień magistra nauk bezpieczeństwa narodowego – zwalczanie terroryzmu polityka i strategia.
W 1999 wziął udział w misji OBWE KVM w Kosowie, podczas której wykonywał zadania ochrony osobistej szefa Misji Williama Walkera. W 2003 Gąstał uczestniczył w operacji „Iracka Wolność” jako oficer operacyjny, współpracował z Navy Seals i Army Special Forces. Po powrocie z Iraku w 2004 powierzono mu stworzenie Grupy Naprowadzania Lotniczego Wsparcia Ogniowego (JTAC). W sierpniu 2011 Minister Obrony Narodowej wyznaczył Gąstała na dowódcę JW GROM. Stanowisko piastował do 8 września 2016. Następnie rozpoczął pracę w sektorze prywatnym.
Piotr Gąstał posiada stopień mistrzowski w karate. Żonaty, ma dwóch synów.

## Odznaczenia
Gąstał został odznaczony m.in.: Krzyżem Zasługi za Dzielność, Gwiazdą Iraku, Medalem za Zasługi dla Policji, Medalem „Pro Patria” (2012), odznaką honorową „Zasłużony dla Kultury Polskiej”.